# Jörg Rehberg
Jörg Rehberg (* 27. Juli 1931 in Stuttgart; † 23. Dezember 2001 in Orselina) war ein Schweizer Rechtswissenschaftler.
Rehberg war ab 1965 Bezirksanwalt in Bülach. Er untersuchte in dieser Funktion 1969 das Attentat auf eine El-Al-Maschine am Flughafen Kloten. Ab 1971 war Rehberg Richter am Kassationsgericht (höchste Gerichtsinstanz) des Kantons Zürich, und ab 1974 dessen Vizepräsident. 1976 wurde er ordentlicher Professor für Strafrecht, Strafprozessrecht und strafrechtliche Hilfswissenschaften an der Universität Zürich. Von 1978 bis 1980 war er Dekan der rechts- und staatswissenschaftlichen Fakultät derselben Universität. Er veröffentlichte ein Standardwerk zum Schweizerischen Strafgesetzbuch.